# C/2013 A1
C/2013 A1 (Siding Spring)，即赛丁泉彗星，是一颗来自奥尔特云的彗星。

## 发现和观测
C/2013 A1是在2013年1月3日由澳洲天文学家罗伯特·麦克诺特利用賽丁泉天文台的0.5-m口径的南烏普薩拉施密特望遠鏡在天兔座发现，发现时彗星距离太阳7.2 AU。之后天文学家检视之前拍摄的照片，很快就发现卡特林那巡天系统在2012年12月8日已经拍摄到这颗彗星。2013年3月3日，天文学家又在泛星計畫于2012年10月4日拍摄的照片中找到这颗彗星，使得彗星的实际观测时间增加到148天。它的轨道周期预计可能约为40万年。

## 和火星相遇
C/2013 A1在回归时，将于2014年10月19日在火星附近近距离擦过，有可能和火星相撞，但发生的概率不高。俄罗斯天文爱好者列昂尼德·叶列宁经过观测计算后在2013年2月27日指出彗星将可能在2014年10月回归时经过距离火星中点0.000276 AU（41,300 km）的位置。在观测彗星293天后，天文学家经过曲线拟合算出其标称值为距离火星中点0.00082 AU（123,000 km），存在一定的不确定范围，但最近距离不会少于0.00025 AU（37,000 km，作为比较，火星的卫星火卫二距离火星为23,500 km）。彗星最远将从距离火星0.0014 AU (210,000 km）的地方经过。C/2013 A1经过火星的相对速度为56 km/s。
| 观测天数 | 最近距离(AU) | 标称值(AU) | 最远距离(AU) | 标称时间 (UT) |
| -------- | ------------ | ---------- | ------------ | ------------- |
| 44       | 0            | 0.0059     | 0.024        | 10:26         |
| 58       | 0            | 0.0025     | 0.012        | 15:50         |
| 74       | 0            | 0.00070    | 0.0079       | 21:00         |
| 148      | 0            | 0.00035    | 0.0021       | 19:28         |
| 154      | 0            | 0.00074    | 0.0023       | 18:50         |
| 162      | 0            | 0.00079    | 0.0023       | 18:45         |
| 171      | 0            | 0.00080    | 0.0022       | 18:44         |
| 185      | 0.00006      | 0.00076    | 0.0020       | 18:51         |
| 201      | 0.000068     | 0.00080    | 0.0019       | 18:45         |
| 211      | 0.000209     | 0.00079    | 0.0018       | 18:45         |
| 244      | 0.000098     | 0.00082    | 0.0016       | 18:41         |
| 293      | 0.000252     | 0.00082    | 0.0014       | 18:41         |

在地球观测时，2014年10月19日火星将位于蛇夫座。彗星和火星的相遇将被日地关系天文台所观测到。MAVEN卫星和火星軌道探測器作为最新一批到达火星的的探测器将有机会观测这次相遇。此外，可以观测到这次相遇的人造探测器还包括已经在火星轨道的火星勘测轨道飞行器、火星快车号和2001火星奥德赛号，以及位于火星表面的好奇號和机遇号探测车。彗星预计将不可能在火星行成壮观的流星雨，也不会威胁到火星轨道或地面的探测器。
C/2013 A1的彗核直径预计为1至50km，可能和百武二号彗星相当（~4 km），如果撞击火星，预计最大将到达200亿Mt，撞击坑的直径可达到彗核直径的10倍。天文学家利用蒙地卡羅方法将148天的观测数据进行计算，得出起撞击火星的可能性是1/1250(0.08%),2013年3月，这个可能性降低至1/2000，2013年4月再降低至1/8000。2013年4月8日，JPL小天體資料庫首次计算得出彗星的最近距离将不会撞击火星的结论，其撞击概率为1/120,000。
| 撞击体直径      | 动能      | 撞击坑直径       |
| --------------- | --------- | ---------------- |
| 3 km（1.9 mi）  | 530万 Mt  | 45 km（28 mi）   |
| 5 km（3.1 mi）  | 2450万 Mt | 71 km（44 mi）   |
| 8 km（5.0 mi）  | 1亿 Mt    | 108 km（67 mi）  |
| 15 km（9.3 mi） | 6.6亿 Mt  | 188 km（117 mi） |
| 20 km（12 mi）  | 15.7亿 Mt | 242 km（150 mi） |
| 50 km（31 mi）  | 240亿 Mt  | 544 km（338 mi） |